# 懷廷斯維爾 (麻薩諸塞州)
懷廷斯維爾（英語：Whitinsville）是位於美國麻薩諸塞州烏斯特縣的一個普查規定居民點。

## 人口
根據2020年美國人口普查的數據，懷廷斯維爾的面積為10.43平方千米，當中陸地面積為9.43平方千米，而水域面積為1.00平方千米。當地共有人口6750人，而人口密度為每平方千米647.17人。